# Appendispora
Appendispora is een geslacht in de familie Didymosphaeriaceae. De typesoort is Appendispora frondicola.

## Soorten
Volgens Index Fungorum telt het geslacht twee soorten (peildatum april 2022):
| Soortnaam                  | Auteur(s)             | Publicatiejaar |
| -------------------------- | --------------------- | -------------- |
| Appendispora australiensis | J. Fröhl. & K.D. Hyde | 1999           |
| Appendispora frondicola    | K.D. Hyde             | 1994           |